# Jo Fijen
J.C.G. (Jo) Fijen (Sittard, 1946) is een Nederlands politicus voor het CDA en van 2005 tot 2009 waarnemend burgemeester van de gemeente Zevenhuizen-Moerkapelle.
Na een rechtenstudie in Nijmegen ging Fijen werken bij het politiek bureau van de KVP (later CDA) in Den Haag. Later was hij hier fractiemedewerker van de Tweede-Kamerfractie van het CDA om vervolgens te gaan werken bij het Ministerie van Defensie.
In 1998 werd Fijen wethouder in de gemeente Zoetermeer. In deze functie ontving hij een nominatie voor de Gouden Eikel van het KRO-televisieprogramma Ook dat nog!, die hij echter niet kreeg (ging naar Venlo). In april 2003 werd Fijen Ridder in de Orde van Oranje Nassau.
Op 21 mei 2003 verloor Fijen met 41% van de stemmen het raadplegend burgemeestersreferendum in Boxmeer. Tegenkandidaat Karel van Soest werd met 59% van de stemmen verkozen tot burgemeester. In 2005 werd Fijen waarnemend burgemeester van Zevenhuizen-Moerkapelle. Deze functie verviel per 1 januari 2010 bij het ontstaan van de nieuwe fusiegemeente Zuidplas.
Naast zijn politieke ambities is Fijen tevens een fanatiek dammer. Hij werd twee keer Limburgs jeugdkampioen, en deed eenmaal mee aan het Nederlands Kampioenschap, waarbij Ton Sijbrands een van zijn tegenstanders was. In zijn studietijd vestigde hij een wereldduurrecord door ononderbroken ruim 24 uur te dammen. Tot zijn andere hobby's behoren koken, lezen en luisteren naar operamuziek.
Jo Fijen is getrouwd met Marlies. Samen hebben zij twee dochters.